# Aromobates ericksonae
Aromobates ericksonae es una especie de anfibio anuro de la familia Aromobatidae.

## Distribución geográfica
Esta especie es endémica de Venezuela. Habita en la cordillera de Mérida.

## Etimología
Esta especie lleva el nombre en honor a Ronna Erickson.

## Publicación original
- Barrio-Amorós, & Santos, 2012 : A phylogeny for Aromobates (Anura: Dendrobatidae) with description of three new species from the Andes of Venezuela, taxonomic comments on Aromobates saltuensis, A. inflexus, and notes on the conservation status of the genus. Zootaxa, n.º 3422, p. 1-31.[3]